# Хиромант (телесериал)
«Хирома́нт» — российский десятисерийный остросюжетный телефильм режиссёра Антона Борматова, снятый в 2005 году по мотивам одноимённого романа Сергея Кириенко.
Премьера многосерийного фильма состоялась 9 марта 2005 года на «Первом канале».
Успех сериала способствовал его продолжению. В 2008 году вышел второй сезон под названием «Линии судеб» (режиссёр Ярослав Мочалов).

## Сюжет
Главный персонаж — студент Ярославского технического университета Сергей Рябинин, выросший без отца. Отец оставил семью, чтобы посвятить себя изучению хиромантии. Знаки на руках его жены и ребёнка говорили о неминуемой трагедии, если отец останется в семье, и он принял тяжёлое решение — уйти.
После смерти отца неизвестный передает Сергею книгу по хиромантии (А. Дебарроль — «Тайны руки»), сказав, что отец очень хотел, чтобы эта книга после смерти непременно попала в руки его сына. Сергей приступает к изучению книги и дневника отца, в котором говорится о странном знаке на его ладони.
У Сергея есть любимая девушка, Катя, которая живёт со своим отцом, Леонидом Анатольевичем. Отец Сергея был с ним некогда дружен и влюблён в Катину мать. Но знаки на её руке говорили о неизбежной смерти от родов, и он умолял не заводить ребёнка в опасный период. Его не послушались, и предсказание сбылось. Леонид Анатольевич всю вину за случившееся полностью возложил на конкурента и жутко его возненавидел. В самом Сергее он видит угрозу своей дочери, и делает всё для того, чтобы отправить её учиться в Америку.
Тем временем Сергея отчисляют из института и забирают в армию. После «учебки» он попадает в Чечню, где продолжает практиковаться в хиромантии и становится свидетелем того, как сбываются его самые страшные предсказания — ребята взрываются на минах, гибнут от пули снайпера и пр. После службы Сергей возвращается домой и узнает о трагедии на яхте, на которой плыла Катя. Утратив веру в любовь, Сергей решает посвятить себя изучению хиромантии. Он переезжает в Москву, снимает квартиру и начинает частную практику. Так он знакомится с Леной, которая, как ему кажется, делает его счастливым. Впоследствии они расстаются.
На улице Сергея сбивает автомобиль бизнесмена Виктора Стогова. Пока охранники приводят его в чувство, успевает предсказать их скорую гибель и советует бизнесмену сменить охрану, если хочет остаться целым. Виктор вспоминает о предсказании только после свершившегося покушения, когда охранники погибли в перестрелке. Он разыскивает Сергея и убеждает работать на себя.
Один из партнёров по бизнесу Виктора, кавказец Рустам, узнает о предсказании своей близкой гибели и обещает поквитаться с хиромантом. После того, как свершилось предсказание, за кровную месть берётся родной брат Рустама: стреляет в Сергея и ранит его. Ещё один бизнес-партнер Виктора, Керцель, переведший часть своих капиталов из Америки, открывает в Москве клуб, куда приглашен в качестве гостя и Сергей. На этой вечеринке он знакомится с женой Керцеля, которая оказывается его любимой Катей. Эта встреча разлучённых влюблённых делает необходимым тяжёлый разговор с отцом Кати. Тот сознается в своей причастности к отчислению Сергея из института, отправке его в Чечню, перехвате переписки Кати и Сергея, к покушению Шамиля и совершенно не сожалеет о том, что заставил Сергея поверить в смерть Кати. Сергей и Катя уходят и вскоре задерживаются милицией, ибо Леонид Певцов, отец Кати, найден в своём кабинете мёртвым.
Игорь Керцель узнает историю своей жены, отказывает ей в разводе и увозит в Америку. После разговора с ним Сергея, Керцель оказывается мёртв (официальная формулировка — «передозировка наркотиков»). После этого Катя и Сергей соединяются. Через некоторое время Катя обнаруживает, что беременна.
Сергей находит в своём рабочем кабинете подслушивающее устройство, установленное по распоряжению Виктора. В ходе серьёзного разговора выясняется, что он давно использует конфиденциальную информацию в своих корыстных целях, а все «случайные» смерти — его рук дело, дабы не отвлекать Сергея от работы. Виктор ставит Сергею условие, что работать они продолжают и дальше, причём на тех же условиях.
В гости приезжает Дмитрий, армейский товарищ Рябинина, тоже хиромант и предсказывает, что Кате осталось жить всего полгода. Изменить что-либо можно лишь визитом к браминам в храм Индии. Из беседы с браминами Сергей узнает разгадку своего таинственного знака на руке: ему предназначено предотвратить появление на земле нового кровавого диктатора и тирана, коим может в ближайшем будущем стать Виктор. Жизнь жены и сына зависит от выполнения двух условий: никогда не приближаться к своей Кате и сыну и убить Виктора. Сергей возвращается в Москву и во время большой вечеринки по поводу избрания Виктора в МосГорДуму, совершает его убийство, после чего оказывается за решёткой. Две недели спустя на его ладонях появляется знак близкой смерти. Во время тюремного свидания с майором милиции, своим военным товарищем Алмазовым, он рассказывает подробную историю своей жизни и объясняет все поступки, которые вызывали недоумение у окружающих.

## В ролях
- Юрий Чурсин — Сергей Александрович Рябинин, «Хиромант»
- Владимир Зайцев — внутренний голос Рябинина
- Ксения Буравская — Екатерина Леонидовна Певцова, девушка Сергея
- Сергей Астахов — Виктор Сергеевич Стогов, бизнесмен
- Екатерина Стулова — Лена, девушка Сергея
- Сергей Угрюмов — Алмазов, старший лейтенант в Чечне, капитан / майор милиции в Москве
- Максим Лагашкин — Игорь Керцель, муж Кати, американский партнер Виктора
- Петр Зайченко — Вячеслав Федорович, дядя Сергея
- Максим Заморин — Дмитрий Сивушов, армейский товарищ Сергея
- Александр Яцко — Леонид Анатольевич Певцов, отец Кати, студенческий товарищ отца Сергея
- Надежда Маркина — мать Сергея
- Александр Робак — Станислав
- Дмитрий Швадченко
- Олег Васильков — Кащеев, «Кащей», сослуживец Сергея, «дед»
- Андрей Покатилов — Руденко, старший сержант
- Роман Агеев — Артур Поздняков, начальник охраны Стогова
- Татьяна Косач — Светлана Сергеевна
- Денис Ясик — Виталий, друг Сергея
- Виктор Авилов — Неизвестный
- Вадим Медведев — режиссёр
- Ольга Прохватыло — Светуля, подставная клиентка Сергея
- Джон Мостославский — часовщик[3]

- Эта работа стала последней для Виктора Авилова и вышла уже после его смерти.

## Съёмочная группа
- Автор сценария: Сергей Кириенко
- Режиссёр-постановщик: Антон Борматов
- Оператор-постановщик: Андрей Абдракипов
- Художники-постановщики:
  - Вадим Пантелеев
  - Олег Ухватов
- Художник по костюмам: Светлана Литвинова
- Художник по гриму: Татьяна Кудина
- Композиторы:
  - Александр Пантыкин
  - Sunny Swan
- Продюсеры:
  - Александр Робак
  - Дмитрий Сидоров
- Директор картины: Наталья Малышева

## О фильме
«Хиромант» является крепко сделанным жанровым, вернее, полижанровым продуктом: внятный сюжет, тщательно прописанная система персонажей, то есть система, что работает в каждой серии, а потому не доставляет хлопот тем, кто случайно пропустил одну серию, острые эпизоды, точно подобранные эпизодические персонажи, необычные темы… Картинка если не красивая, то приятная глазу. Энергичный монтаж. — Анастасия МАШКОВА, газета «Культура» № 12 (7471), 31 марта — 6 апреля 2005

## Факты
- «Хиромант» — это дебют Антона Борматова в качестве режиссёра. В прошлом Антон — клипмейкер. С кино был связан как режиссёр второй группы[5].
- В первой серии на стене в комнате университетского общежития заявлен плакат группы Nirvana, имевшей огромную популярность в начале 1990-х. Его можно воспринимать как признак времени, ибо события в сериале берут старт с 1992 года (дата отображена на могиле у отца главного героя)
- Актёр Виктор Авилов в сериале исполнил свою последнюю роль в кино в качестве незнакомца, друга отца Сергея Рябинина, из рук которого дневник отца и древняя книга «Тайна руки» попадает в руки главного героя[6][7]

 Авилов в одной только важной сцене снялся. Передал сверток с дневником сыну. Но его недлительное появление среди героев в фильме меняет сюжет на 180 градусов. Мы рассчитывали еще несколько сцен снять. Но увы, Виктора не стало… Кино — штука жестокая, съёмки должны продолжаться даже после смерти одного из актёров. И мы переписали сценарий. — Антон Борматов в интервью «Российской газете», 29.10.2004
- Книга, с которой начинается знакомство главного героя с хиромантией — это издание 1868 года известного французского хироманта Адольфа Дебарроля «Тайны руки. Искусство узнавать жизнь, характеръ и будущность каждого, посредством простого исследования руки»[2]
- Звуковое сопровождение к сериалу исполнила группа «М. А.Р. К.» из Екатеринбурга[9]

### Места съёмок
Действие фильма разворачивается с начала 90-х годов вплоть до современности (2005-й год) — в Ярославле, Москве, Чечне и в Индии.
Ресурсной декорацией для съёмок выступил Ярославль. Съёмочная группа работала в Ярославском государственном и техническом университетах, на улицах города.
Эпизод, в котором герой фильма приносит на починку старые часы снималась в музее «Музыка и время» (роль часовщика сыграл создатель и директор музея — актёр-фокусник и коллекционер Джон Мостославский)

Боевые действия в Чечне снимались под Костромой и Ярославлем. На кинематографической площадке, которой на время стал Зенитно-ракетный институт в Ярославле, проходили съемки «учебки». А саму Чечню снимали под Костромой на полигоне Песочное. В боевых действиях на съёмках были задействованы курсанты, солдаты и большое количество военной техники (танки и бронетранспортеры). — Антон Борматов в интервью «Российской газете», 29.10.2004